# آقابابا مخمور
آقابابا مخمور یک موسیقی‌دانان برجستهٔ دورهٔ قاجاریه بود که در زمان حکومت فتحعلی شاه می‌زیست. از وی به عنوان نخستین کسی یادشده که لفظ دستگاه را به معنای کنونی‌اش در متون مرتبط با موسیقی ایرانی به کار برده‌است.

## زندگینامه
در کلیات یوسفی از آقابابا مخمور چنین یاد شده‌است: «در زمان دولت خاقان جنت مکان، فتحعلی شاه قاجار، استاد آقا بابای مخمور سرآمد استادان عصر خود بود.» در همین رساله، تقسیم‌بندی موسیقی ایرانی به دوازده دستگاه به آقابابا مخمور نسبت داده شده‌است و نام آن‌ها نیز چنین آمده‌است: راست‌پنج‌گاه، نوا نِشابور، همایون، ماهور، رُهاب، شول [شور] و شهناز، چهارگاه مخالف، سه‌گاه، دوگاه، زابل، عَشیران، نیریز. با این همه، از آنجا که این اطلاعات احتمالاً به واسطهٔ رجبعلی‌خان کرمانی، شاگرد آقابابا و از مطربان دربار فتحعلی شاه نقل شده‌است، حدس می‌زند که وصفِ استادی آقابابا آمیخته با اغراق باشد.
از آقابابا با نام «آقابابا مخمور اصفهانی» نیز یادشده‌است و حدس زده می‌شود که این شخص همان «آقابابا نقاش‌باشی» باشد که نقاشی اصفهانی در دربار فتحعلی شاه بود. اگر چنین باشد، در آن صورت ممکن است وی در انتقال سبک هنری اصفهان به تهران نقش داشته باشد. البته بسیاری از موسیقی‌دانان دیگر نیز در دوران قاجاریه (از جمله در زمان ناصرالدین شاه و مظفرالدین شاه از دیگر شهرها به تهران مهاجرت کردند.